# Madurodam

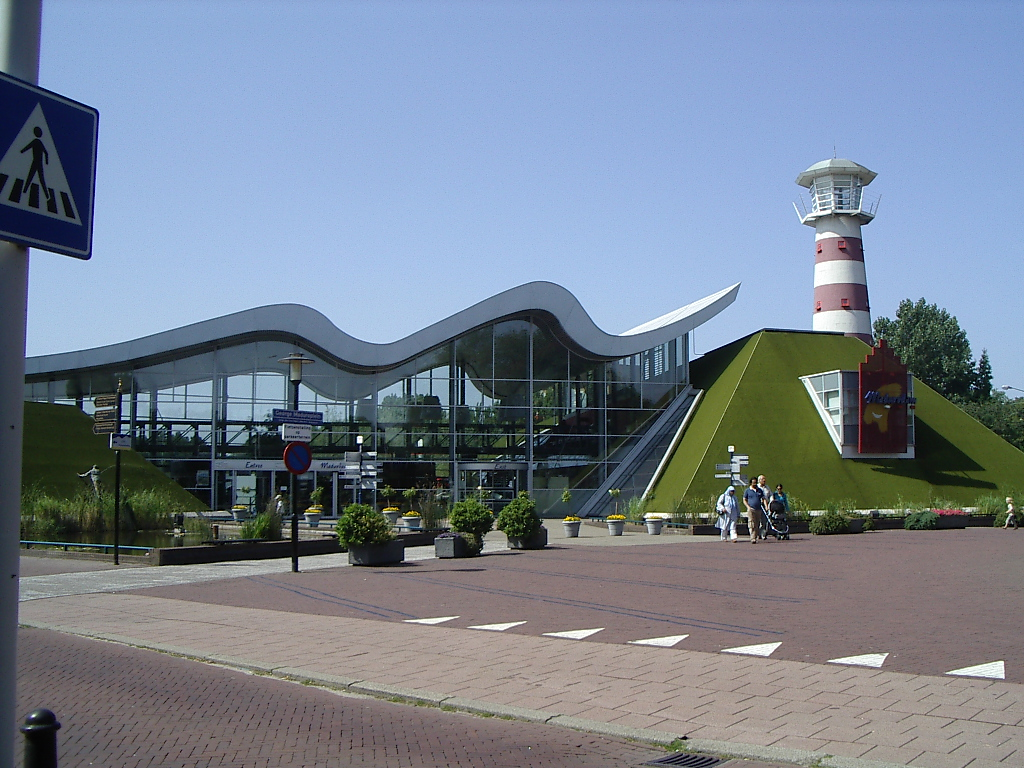
Intrarea în parc

Madurodam este un oraș miniatural situat în Scheveningen, Haga, Țările de Jos. Reprezintă un model al unui oraș olandez la o scară de 1:25, alcătuit din clădiri tipice olandeze, așa cum există în diferite zone ale țării. Această atracție turistică majoră a fost construită în 1952 și a fost vizitată de peste 10 milioane de oameni. 
Orășelul în miniatură a fost numit după George Maduro, un student la drept din Curaçao, care a luptat împotriva forțelor de ocupație naziste și a murit în lagărul de concentrare Dachau în 1945.
În 1946 Maduro a fost decorat post-mortem cu onorul Cavalerului de clasa a patra a Ordinului Militar William, cel mai important și mai vechi onor al Regatului Țărilor de Jos, deoarece el a ieșit în evidență în lupta Olandei împotriva trupelor germane. Părinții lui au donat banii necesari începerii proiectului.